# Przemysław Mrozowski
Przemysław Stanisław Mrozowski (ur. 1958) – polski historyk sztuki, mediewista, muzealnik oraz nauczyciel akademicki. Doktor habilitowany nauk humanistycznych, wykładowca Instytutu Historii Sztuki UKSW w Warszawie.

## Życiorys
W 1981 ukończył studia magisterskie w zakresie historii sztuki w Akademii Teologii Katolickiej w Warszawie. W 1986 otrzymał Diplôme d'Études Aprofondies w Centre d’Études Supérieures de Civilisation Médiévale Uniwersytetu w Poitiers. W 1987 obronił pracę magisterską z historii w Instytucie Historycznym Uniwersytetu Warszawskiego. W tej samej jednostce doktoryzował się w 1991na podstawie dysertacji pt. Nagrobki gotyckie w Polsce. Wychowanek akademicki Aleksandra Gieysztora. W 2015 habilitował się w Instytucie Sztuki Polskiej Akademii Nauk w oparciu o dorobek naukowy oraz rozprawę pt. Studia nad wizerunkiem średniowiecznym i portretem staropolskim. 
Wieloletni pracownik naukowy Zamku Królewskiego w Warszawie (od 1988), w latach 2016–2017 dyrektor tej instytucji, a wcześniej zastępca dyrektora ds. muzealnych i naukowych (2010-2015) oraz kurator Ośrodka Sztuki (1993-2010). Znawca sztuki portretu, heraldyk. Kurator i konsultant naukowy licznych wystaw oraz inicjatyw muzealnych, autor ponad 100 publikacji naukowych. Współzałożyciel oraz wieloletni wiceprezes zarządu głównego Polskiego Towarzystwa Heraldycznego (do 2025 r.). Od 2009 zasiada jako ekspert w Komisji Heraldycznej przy Ministrze Spraw Wewnętrznych i Administracji, powołanej do oceny projektowanych herbów oraz innych odznak samorządowych i resortowych (zrezygnował z uczestnictwa). Od 1981 członek Stowarzyszenia Historyków Sztuki, a od 1995 członek Międzynarodowej Rady Muzeów ICOM.  
Żonaty z francusko-polską historyk sztuki Anitą Chiron-Mrozowską, z którą ma dwie córki. 

## Odznaczenia i wyróżnienia
- Srebrny Krzyż Zasługi (2004)[1]
- Krzyż Kawalerski Orderu Odrodzenia Polski (2014)[1]
- Srebrny Medal Zasłużony Kulturze Gloria Artis (2022)[9]

## Wybrane publikacje
- Geniusz Lwowa. Lwów jako ośrodek sztuki i jego kolekcje artystyczne (red.), Warszawa 2023
- Portret w Polsce XVI wieku, Warszawa 2021
- Dzień Flagi Rzeczypospolitej Polskiej 2015 (red.), Warszawa 2015
- Poczet arcybiskupów gnieźnieńskich prymasów Polski, Warszawa 2003
- Śmierć w kulturze dawnej Polski. Od średniowiecza do końca XVIII wieku (red.), Warszawa 2000
- Polskie nagrobki gotyckie, Warszawa 1994